# جيم بروب
جيم بروب (بالإنجليزية: Jim Propp) هو رياضياتي أمريكي، ولد في 1 مارس 1960.